# Gołogóry (Wyżyna Podolska)
Gołogóry – pasmo wzgórz na zachodniej Ukrainie, północno-zachodnia krawędź Wyżyny Podolskiej. Rozciągają się na długości 60 km od Wysokiego Zamku we Lwowie (lub miasteczka Bóbrka) do wsi Płuhów. Najwyższym szczytem jest Kamuła (471 m n.p.m.), która jest najwyższym punktem Podola i jednocześnie najwyższym wzniesieniem między Karpatami i Uralem. Inne wyższe wzniesienia to Zamczysko pod Hanaczówką i Wapniarka pod Milutynem. Przedłużeniem Gołogór na północny zachód jest Roztocze, a z drugiej strony dolina Zloczówki oddziela od podobnego pasma Woroniaki.
Zbudowane są z piaskowców i wapieni. Stromo opadają ku Małemu Polesiu. Są granicą dorzeczy Bugu i Dniestru.